# France Info (oferta global)
A France Info, estilizada franceinfo, é um serviço de notícias centralizado de serviço público lançado em 24 de agosto de 2016, iniciado pela France Télévisions, Radio France, France Médias Monde e INA. Esta plataforma reúne  ,  a rádio de informação pública criada em 1º de junho de 1987

## Site web
O site de notícias da France Télévisions, francetvinfo.fr, foi criado em 14 de novembro de 2011. Em 24 de agosto de 2016, o site da rádio foi fundido e vinculado ao site francetvinfo.fr. Além do conteúdo transmitido pela rádio e pelo canal homônimos, o site reúne os noticiários televisivos da France 2 e France 3, o Portal Ultramarino da rede La 1re, bem como a rede regional da France 3. Em julho de 2024, o francetvinfo.fr foi o site de notícias mais visitado na França.

## Organização

### Digital
- Desde agosto de 2016: Célia Meriguet.[5]

### Rádio
- Agosto de 2016 - Junho de 2017: Laurent Guimier.
- Julho de 2017 - Dezembro de 2020: Vincent Giret.[6]
- Desde janeiro de 2021: Jean-Philippe Baille.[7]
- Desde setembro de 2024: Agnès Vahramian.[8]

### Televisão
- Agosto de 2016 - Setembro de 2020: Stéphane Dubun.[9]
- Outubro de 2020 - Setembro de 2022: Sophie Guillin.[10]
- Desde setembro de 2022: Erik Berg.
- A partir de 2 de setembro de 2024: Laurent Delpech.[11]

## Conceito de som
Jean-Michel Jarre é o criador do conceito de som implementado em 2016.